# Choga (arquitetura)
Choga (hangul: 초가; hanja: 草家; lit. casa de palha) é um termo que denomina as casas tradicionais coreanas (hanok) com telhado de colmo. Os principais materiais de construção utilizados para construir essas casas são palha, madeira e argila.
Os telhados de palha eram especialmente populares entre os agricultores e as classes baixa na sociedade tradicional coreana. As plantas, como cabaças e abóboras, podiam ser cultivadas em cima dos telhados choga. Uma das principais desvantagens dos materiais usados, em particular a palha de arroz, devia-se ao facto de que poderia apodrecer rapidamente quando exposta aos elementos.

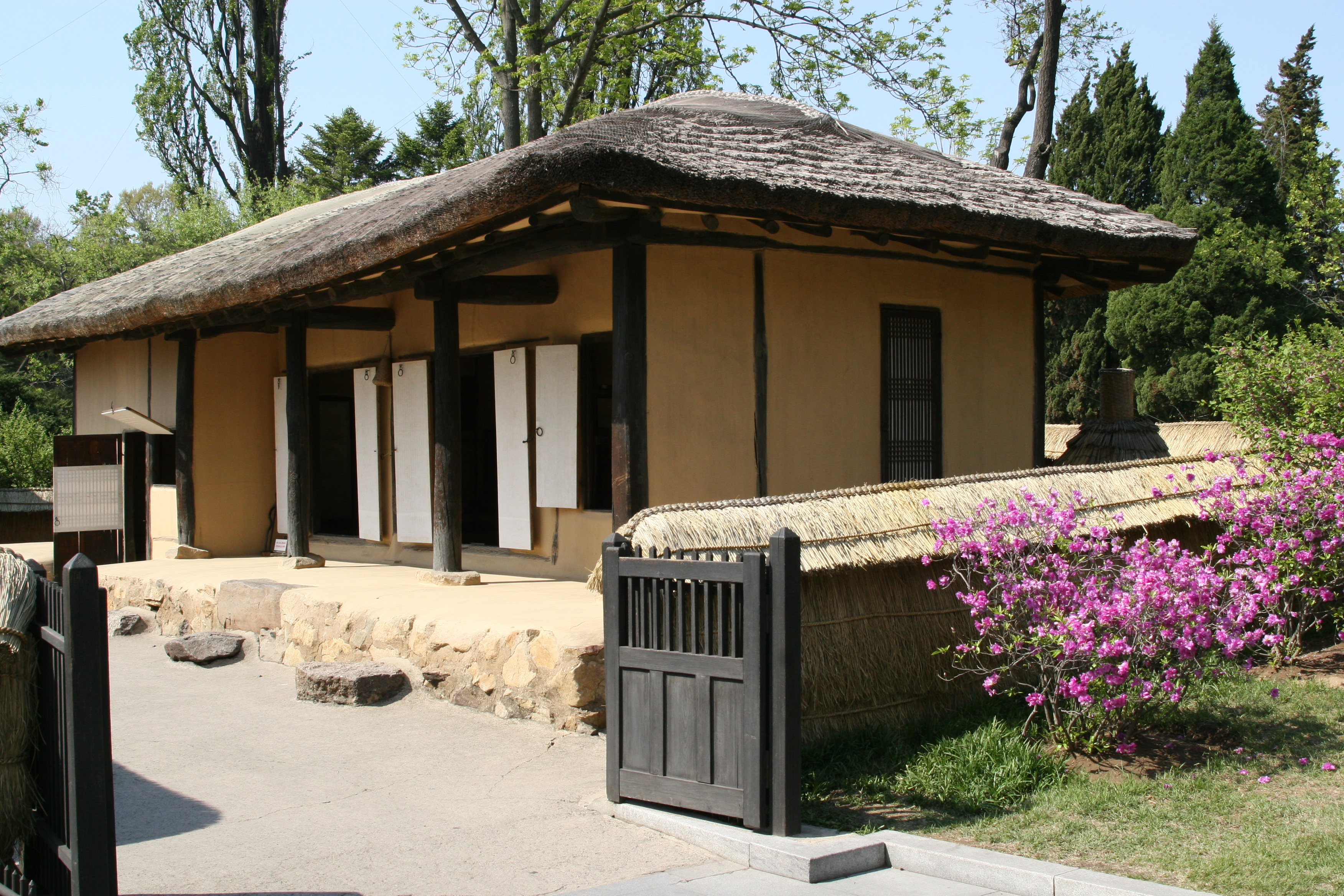
Choga de Kim Il Sung perto de Pyongyang

Choga é uma das duas classificações de habitação tradicional coreana. Choga é caracterizada pelo seu telhado de palha; para se distinguir de giwa, a sua contraparte com telhado com telhas. Choga foi a habitação representativa da classe trabalhadora na Coreia desde os tempos pré-históricos até meados do século XX. Devido à urbanização e à natureza não durável de choga, este tipo de habitação foi quase totalmente substituído na Coreia.

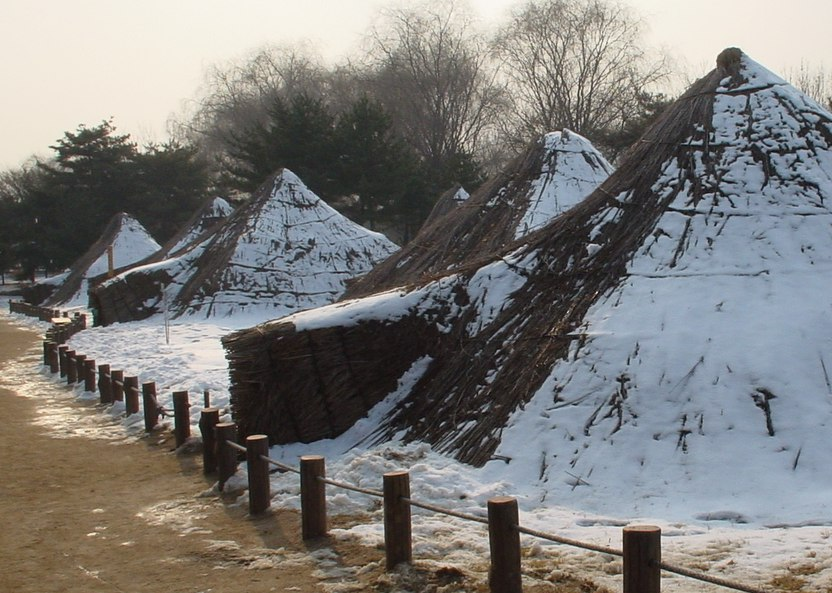
Cabanas neolíticas na Coreia

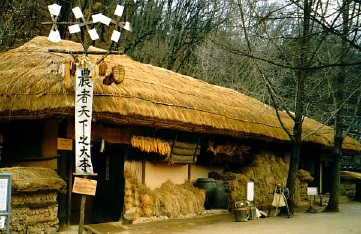
Choga na Vila Folclórica Coreana na Coreia do Sul

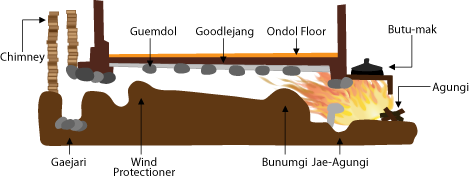
Sistema de aquecimento Ondol